# Case Utilaje Construcții
Case Utilaje Construcții este o companie importatoare și distribuitoare de utilaje de construcții din România.
A fost înființată în 2006 de trei antreprenori români: Constantin Mincu, Marius Marciu și Răzvan Nițoi.
Printre mărcile pe care Case Utilaje Construcții le distribuie pe piața locală se numără CASE, Cesab, Furukawa sau Dulevo.
În august 2010 compania avea 35 de angajați.
Rezultate financiare (milioane euro):
| Anul             | 2009 | 2008 | 2007 | 2006 |
| ---------------- | ---- | ---- | ---- | ---- |
| Cifra de afaceri | 11,1 | 27,1 | 8,9  | 0,8  |
| Profit net       | 1,4  | 2,1  | 0,6  | 0,09 |